# 赵不凡
赵不凡，宋朝宗室，是宋英宗之兄昌端孝王趙宗晟的曾孙，齐安郡王趙士㒟的长子。
建炎三年（1129年），苗傅、刘正彦之乱时，赵不凡割破大腿藏着蜡封密信，携带密信报告驻防平江府的张浚，率兵前来平定叛乱。于是赵不凡因功转升两级官阶，改任文臣。他跟随赵哲收复建州（今福建省建瓯市），斩杀叶浓，因功被赐予两级爵位。去世后追赠光禄大夫。他有九个弟弟：右朝請郎趙不議、趙不掤、萊國公趙不怞、武經大夫趙不嬰、贈武經郎趙不鄙、贈武翼郎趙不替、武節大夫趙不𧩧、武經大夫趙不憃、武節郎趙不泆。